# Му Шуаншуан
Му Шуаншуан (кит. 穆爽爽; род. 7 января 1984, Шуанляо, Гирин) — китайская тяжелоатлетка, выступавшая в весовой категории свыше 75 килограммов. Чемпионка Азиатских игр, трёхкратный серебряный призёр чемпионата мира.

## Биография
Му Шуаншуан родилась 7 января 1984 года в Шуанляо. Она начала заниматься тяжелой атлетикой в спортивной школе Сыпин в 1997 году. Её тренером был Ван Янь. В следующем году ее перевели в спортивную школу провинции Цзилинь, а в 2002 году она стала членом сборной провинции Цзилинь по тяжёлой атлетике, которую тренировал Чжан Юйхай. Через два года она вошла в состав сборной Китая и стала тренироваться под руководством Ма Вэньхуэй.

## Карьера
На чемпионате мира 2005 года в Дохе Му Шуаншуан завоевала серебряную медаль, подняв в сумме 300 килограммов (130 + 170).
В ноябре 2004 года Му Шуаншуан подняла в толчке снаряд весом 167,5 кг в весовой категории свыше 75 кг. В октябре 2006 года на чемпионате мира в Доминиканской Республике она выиграла малую золотую медаль в рывке c результатом 136 кг, а в толчке подняла 178 кг и завоевала малую серебряную медаль в этой упражнении. Суммы в 314 кг ей хватило для того, чтобы стать серебряным призёром чемпионата мира.
На Азиатских играх в Дохе в декабре того же года она сумела победить Чан Ми Ран из Южной Кореи, которая являлась на тот момент призёром Олимпийских игр в Афинах. Му установила мировой рекорд в рывке, который также является рекордом Азии и рекордом Азиатских игр.
В апреле 2007 года Му Шуаншуан выиграла золотую медаль на чемпионате Азии в рывке, подняв 132 кг. На чемпионате мира в третий раз стала серебряным призёром, подняв 319 кг в сумме (139 + 180).